# Ochicanthon tristis
Ochicanthon tristis är en skalbaggsart som beskrevs av Gilbert John Arrow 1931. Ochicanthon tristis ingår i släktet Ochicanthon och familjen bladhorningar. Inga underarter finns listade i Catalogue of Life.